# لومینایتا آنگل
لومینایتا آنگل (به انگلیسی: Luminița Anghel) (زاده ۷ اکتبر ۱۹۶۸) خوانندهٔ رومانیایی است.
او در مسابقه آواز یوروویژن ۲۰۰۵ نماینده رومانی بود.